# Рогов, Трофим Осипович
Трофим Осипович Рогов (1788 или 1789 — 1831) — русский педагог; экстраординарный профессор Санкт-Петербургского университета по кафедре всеобщей и российской истории.

## Биография
Родился в 1788 или 1789 году.
Образование получил в Тверской духовной семинарии и в Главном педагогическом институте, курс которого окончил в 1811 году, и с того же года преподавал там, как учитель, всеобщую историю. В 1819 году, когда Главный педагогический институт был преобразован в университет, Трофим Осипович Рогов был оставлен по тому же предмету при университете в звании адъюнкта. Читал древнюю историю по учебнику Кайданова, с дополнениями из Роллена, Боссюэ и Фернана, а с 1830 года по собственным запискам; об азиатских и африканских народах древности, историю России он читал по учебнику, изданному Главным правлением училищ, с 1827 года по руководству Константинова, а с 1830 года по Кайданову, с дополнениями из Карамзина и других писателей по отечественной истории и по собственным запискам; историю новых времен Рогов преподавал в 1825 году по Коху, в 1826 и 1827 гг. — по Кайданову, а с 1828 года опять по Коху, с дополнениями из других авторов. 
Всеобщую историю Рогов преподавал также в Благородном университетском пансионе (позднее Первая Санкт-Петербургская гимназия), а также (с 1823 года) в Санкт-Петербургском высшем училище (позднее Вторая Санкт-Петербургская гимназия) и в различных частных пансионах.
Умер от холеры в конце июня 1831 года в Санкт-Петербурге и был похоронен на Волковом поле, близ Волковского кладбища.